# Blue Monday
Blue Monday är en låt från 1983 framförd och skriven av det brittiska synthpopbandet New Order. Den är världens genom tiderna mest sålda maxisingel. År 2002 rankade musiktidningen NME Blue Monday på 20:e plats på sin lista "100 Greatest Singles Of All Time".

## Bakgrund
Med en längd på nära sju och en halv minut är "Blue Monday" en av de längsta låtar som hamnat på engelska hitlistor. Den anses vara världens genom tiderna mest sålda maxisingel, men eftersom Factory Records inte var medlemmar i branschorganisationen British Phonographic Industry var den aldrig aktuell att premieras som en officiell guldskiva.[källa behövs] The Official UK Charts Company, bolaget som ställer samman den officiella hitlistan (UK Singles Chart) har emellertid uppskattat att singeln sålt i över en miljon exemplar i Storbritannien och på alla tiders bästsäljarlista, som publicerades 2002, placerade "Blue Monday" sig på 76:e plats.[källa behövs]
Låten inleds med ett distinkt trumintro, i vilket klaviaturspelaren Gillian Gilbert smyger in en sequencer-slinga. Enligt en intervju med bandet i NewOrderStory kom Gilbert in vid fel tidpunkt så melodin kommer i otakt med beatet. Bandet bestämde sig emellertid för att misstaget var ett lyckokast som bidrog till låtens charm. Versdelen drivs av låtens marschlika trumbeat, Peter Hooks  av Ennio Morricone inspirerade basslingor, och låtens karakteristiska bultande syntslinga som spelas på en Moog Source-synthesizer. Bernard Sumners sång är avmätt och uttryckslös och ackompanjeras av en mystisk bakgrundskör (en sampling från Kraftwerks album Radioactivity). "Blue Monday" avviker från andra hitlåtars typiska vers-refräng-struktur. Efter ett drygt två minuter långt intro övergår låten i första och andra versen som följer omedelbart på varandra och avskiljs från tredje versen endast med ett kort avsnitt med ljudeffekter. Ett kort crescendo följer tredje versen, varpå låten övergår i ett nästan tre minuter långt outro.
"Blue Monday" anses ofta som en av de viktigaste crossover-låtarna under 1980-talet. Synthpop hade varit stort på den brittiska popscenen under några år, men "Blue Monday" var enligt mångas förmenande den danslåt som uppvisade tydliga influenser från New Yorks klubbscen; framför allt influerades New Order av producenter som Arthur Baker, vilken även medverkade på uppföljarsingeln "Confusion".
New Order skapade ursprungligen låten för att framföras av maskiner på scenen så att de själva kunde lämna densamma under liveframträdanden.
Låtens titel har inte med texten att göra och hämtades från en illustration i en bok av Kurt Vonnegut som New Order-medlemmen Stephen Morris läste, Breakfast of Champions.

## Omslag
Omslaget till skivan gjordes av Peter Saville. Designen var inspirerad av en diskett som Saville såg i studion där New Order spelade in. Omslaget är en uppförstorad bild av en diskett med tre utskurna hål där det metallfärgade inneromslaget syns. Det finns ingen text på omslaget, utan information om titel, gruppnamn och katalognummer är istället angivna som hemlighetsfulla färgkoder. Enligt Factory Records Tony Wilson var omslaget så dyrt att tillverka att varje såld skiva innebar en ekonomisk förlust.

## Blue Monday-88 och Blue Monday-95
Officiella nya mixar av låten har släppts vid två senare tillfällen, 1988 och 1995, då under namnet "Blue Monday 1988" respektive "Blue Monday-95".

## Låtlista
1. Blue Monday – 7.29
2. The Beach – 7.19

## Listplaceringar
| Lista                                    | Högsta placering |
| ---------------------------------------- | ---------------- |
| Australien (Kent Music Report)           | 13               |
| Belgien (VRT Top 30)                     | 7                |
| Frankrike (SNEP)                         | 38               |
| Irland (IRMA)                            | 1                |
| Nya Zeeland (Recorded Music NZ)          | 2                |
| Tyskland (Media Control Charts)          | 2                |
| Schweiz (Schweizer Hitparade)            | 10               |
| Storbritannien (Official Charts Company) | 9                |
| UK Indie Chart (Official Charts Company) | 1                |
| US Billboard Hot Dance Club Play         | 5                |
| Österrike (Ö3 Austria Top 40)            | 4                |